# Friedrich Leberecht Gellert
Friedrich Leb(e)recht Gellert (* 10. November 1711 in Hainichen; † 8. Januar 1770 in Leipzig) war ein deutscher Fechtmeister und Oberpostkommissar in Leipzig.

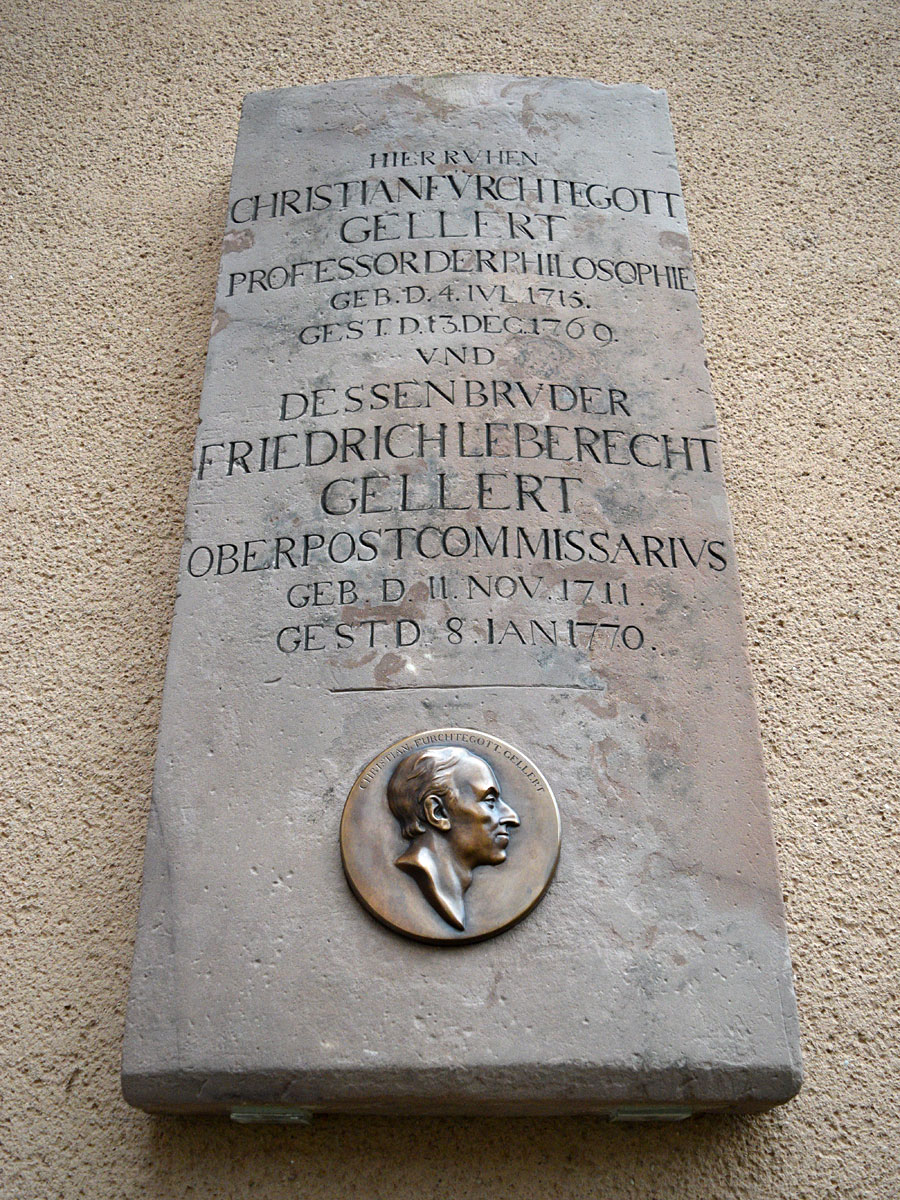
Grabplatte der Gebrüder Gellert im Grassimuseum Leipzig

## Biographie
Friedrich Leberecht Gellert war der Bruder des Dichters und Aufklärers Christian Fürchtegott Gellert, bei welchem Goethe Vorlesungen besuchte. Gellert war bereits 1747 in Leipzig privilegierter Fechtmeister an der Universität. Der Siebenjährige Krieg und die Besetzung Leipzigs durch Truppen Friedrichs II. hatten zur Folge, dass er aus Mangel adliger Studenten der Universität Leipzig, die in der Hauptsache seine Kundschaft als Fechtmeister waren, einem anderen Beruf nachgehen musste, nämlich dem eines Oberpostkommissars.
Gellert ist ab 1762 als Oberpostkommissar in Leipzig nachweisbar. Spätestens seit 1764 steht Gellert nicht mehr als Fechtmeister im Leipziger Adressbuch. Goethe erwähnte Friedrich Leberecht Gellert in Dichtung und Wahrheit, dürfte aber bei diesem kaum selbst Fechtunterricht genommen haben. Der spätere Mathematiker Abraham  Gotthelf Kästner hatte Gellert als Fechtmeister erlebt und über diesen ebenfalls Bemerkungen hinterlassen.
Wie der im Grassimuseum Leipzig befindliche Grabstein zeigt, starb Friedrich Leberecht Gellert nur wenige Wochen nach seinem Bruder Christian Fürchtegott Gellert.